# 贝莱尔 (密歇根州)
贝莱尔（Bellaire），美国密歇根州安特里姆县村庄，为安特里姆县治。总面积5.10平方公里，总人口1,086（2010年）。